# 查普曼嶺
67°28′S 60°58′E / 67.467°S 60.967°E
查普曼嶺（英語：Chapman Ridge）是南極洲的山嶺，位於麥克羅伯特森地，處於伯德角西南面，長6公里，海拔高度300米，由澳大利亞探險家率領的探險隊發現，現時由南極條約體系管理。